# Ботт, Рауль
Ра́уль Ботт (англ. Raoul Bott; 24 сентября 1923, Будапешт, Венгрия — 20 декабря 2005, Сан-Диего, Калифорния, США) — американский математик.
Член Национальной академии наук США (1964), иностранный член Французской академии наук (1995), Лондонского королевского общества (2005).

## Биография
Родился в Венгрии, но после рождения его семья переехала в Чехословакию, откуда под угрозой фашистской оккупации переехала в Канаду. Служил в канадских частях в Европе во время Второй мировой войны. Получил образование в университете Макгилла в Монреале, затем переехал в США. Вначале работал в области теоретической электротехники, затем занялся чистой математикой, дифференциальной геометрией и топологией и особенно алгебраической топологией. С 1949 г. сотрудник Института перспективных исследований в Принстоне. Работал в теории гомотопий групп Ли, используя методы теории Морса, где ввёл функции Морса — Ботта. Созданная Майклом Атьёй топологическая K-теория заинтересовала Ботта и он много лет сотрудничал с Атьёй, вначале в исследовании периодичности в K-теории, затем в обобщении теорем о неподвижных точках, где главными результатами были так называемая «теорема Вудс-Хоул», названная так по месту проведения конференции (Вудс-Хол) и теорема Атьи — Ботта о неподвижной точке. В дальнейшем они сотрудничали в поисках обобщения результатов Петровского о гиперболических уравнениях в частных производных и в математической физике (теория калибровочных полей). Также известна теорема Бореля — Ботта — Вейля в теории представлений групп Ли.

## Награды
- 1964 год — Премия Веблена по геометрии
- 1976 год — Стипендия Гуггенхайма[4]
- 1987 год — Национальная научная медаль США
- 1990 год — Премия Стила
- 1993 год — Эйлеровская лекция
- 2000 год — Премия Вольфа

## Книги на русском языке
- Ботт Р., Ту Л. В. Дифференциальные формы в алгебраической топологии. — М.: Наука, 1989. — 336 с. — 4300 экз. — ISBN 5-02-013909-2.